# Аликулу
Аликулу (азерб. Alıqulu) [Алыгулу] — село в Лачинском районе Азербайджана.

## История
По Кавказскому календарю 1856 года Аликуликенд (арм. Ալիղուլիքէնդ) — армянское село Зангезурского участка Шемахинской губернии. По данным «Свода статистических данных о населении Закавказского края, извлеченных из посемейных списков 1886 года», в селе Аликуликенд Сеидларского сельского округа Зангезурского уезда Елизаветпольской губернии было 96 дымов и проживало 800 человек, из которых 643 были армянами, а 157 — азербайджанцами (указаны как «татары»), по вероисповеданию — шиитами. 128 человек принадлежали к бекам, трое являлись представителями армяно-григорианского духовенства, остальные были государственными крестьянами.
По переписи 1897 в селе жили 777 человек, в основном армяне (761).
Село пострадало в ходе Армяно-татарская резни 1905—1906 годов.
По данным Кавказского календаря 1910 года, в селе Аликуликенд Зангезурского уезда Елизаветпольской губернии в 1908 году жили 1050 человек, в основном армяне.
Во время армяно-азербайджанской войны 1918—1920 годов население села оставило деревню.

### Советский период
В советское время население Аликулу было азербайджанским. Село входило в состав Лачинского района Азербайджанской ССР.
По материалам издания «Административное деление АССР», подготовленного в 1933 году Управлением народно-хозяйственного учёта Азербайджанской ССР (АзНХУ), по состоянию на 1 января 1933 года в селе Алыкулу, входившем в Пирджаханский сельсовет Лачинского района Азербайджанской ССР, имелось 45 хозяйств и 164 жителей (90 мужчин и 74 женщин). Национальный состав всего сельсовета (Агдера, Ениджа, Пирджахан, Карачулук, Сеидлар) состоял на 88,8 % из «тюрков» (азербайджанцев).

### Постсоветский период
В ходе Карабахской войны в 1992 году село перешло под контроль непризнанной Нагорно-Карабахской Республики и согласно её административно-территориальному делению, располагалось в Кашатагском районе НКР. Село было переименовано в Газарапат и перезаселено армянами.
9 октября 2005 года в селе прошел митинг посвященный 100-летию резни 1905 года армянских сел Кашатагского района, Алгули, Минкенда, Харара, Зейвы и других. В митинге участвовали потомки жителей этих сел.
По переписи населения НКР 2005 года в селе жили 56 человек, в 2010 году 64 человека.
1 декабря 2020 года Лачинский район был возвращён Азербайджану, согласно заявлению глав Армении, Азербайджана и России о прекращении боевых действий в Нагорном Карабахе, опубликованному 10 ноября 2020 года.